# Peter Kalinke
Peter Kalinke (21 dicembre 1936 – 17 dicembre 2020) è stato un calciatore tedesco orientale dal 1990 tedesco, di ruolo difensore.